# Скифство
«Скифство», «Скифы» — русское философско-политическое течение социалистической направленности, близкое к левым эсерам, группа русских писателей и деятелей искусства, объединившихся вокруг Иванова-Разумника. «Скифов» объединяло мистическое восприятие Октябрьской революции, в которой они увидели проявление очистительной «восточной» стихии и начало духовного преображения человечества. «Скифы» писали о мессианском предназначении России, призванной, по их мнению, противостоять обывательской буржуазности Запада. В 1917—1918 годах в Петрограде они выпустили два сборника «Скифы».

## Группа «Скифы»
Группа «Скифы», объединившая писателей, поэтов, деятелей культуры и политиков, принявших революцию положительно. «Скифы» были объединены литературным критиком, историком общественной мысли Разумником Васильевичем Ивановым (литературный псевдоним Иванов-Разумник). В группу входили Андрей Белый, А. А. Блок, О. Д. Форш, Н. А. Клюев, С. А. Есенин, К. С. Петров-Водкин и др. В сборниках кроме них публиковались также Е. И. Замятин, М. М. Пришвин, А. М. Ремизов.
Ещё в предреволюционный период Иванов-Разумник выдвинул требования революционных преобразований культуры и духовных основ общества, которые позже составили в основу концепции «скифства». Иванов-Разумник считал себя последователем Александра Герцена (из его сочинения «Былое и думы» Иванов-Разумник заимствовал термин «скиф») и Николая Михайловского. Он вводит свой философский метод восприятия истории русской общественно-политической мысли — «имманентный субъективизм». По мнению Иванова-Разумника, история русской мысли представляет собой борьбу творческой интеллигенции с «всесословным мещанством» и духом конформизма. Интеллигенцию он считал силой, способной положить конец «мещанству», принеся освобождение всему народу, сначала в индивидуальном, а затем также в общественном, политическом плане. Поскольку философия интеллигенции выражена прежде всего в литературе, изучению литературы как истории интеллигенции Иванов-Разумник посвятил свой основной труд «История русской общественной мысли» (1906).
«Скифство» воспринималось сторонниками как бунт интеллигенции против «мещанского мира», высшей точкой чего была русская революция, рассматриваемая Ивановым-Разумником и его окружением как одновременно национальная и антибуржуазназная. Образ «скифа» под влиянием Иванова-Разумника связывался с русским революционером-социалистом, который готов бросить вызов западной «мещанской» цивилизации и на её руинах создать новый, справедливый мир. «Скифы» не имели единой идеологической платформы, но в целом были близки к левым эсерам, осуждали мировую войну как империалистическую, но голосовали против Брестского мира, призывали к передаче земли крестьянам, в 1918 году сближались с анархистами. Идеи скифов были близки к идеям Герцена, Михайловского и других теоретиков русского социализма.
В статье «Испытание огнем» (написана в конце 1914, дополнена и закончена в 1915, вышла в 1917) Иванов-Разумник писал, что социалисты не выдержали «испытания Купеческой войной» (Первой мировой), и, под влиянием националистических настроений, спутали эту империалистическую войну, с войной «народной» и «освободительной», таким образом, предав идеалы социализма. «Вечный дух мещанства» разделил единый лагерь социалистов, заставив многих примкнуть к идейным врагам, тогда как бесспорное благо для народа — немедленное окончание войны. Иванов-Разумник поддерживал идею Герцена, что «миром правит купец». Именно этот купец, по мнению Иванова-Разумника, создает колонии, движимый жаждой наживы, организует войны, порождает национализм и заставляет людей оправдывать войну. «…всякая внешняя купеческая война между „культурными“ государствами, чем бы она ни кончилась, — поражением или победой его страны — для социалиста чужда и враждебна, ибо она не его война, ибо она есть борьба не за его высшие ценности». Изменения во внутреннем политическом и социальном строе должны сделать невозможными «мировые купеческие войны». В статье «Две России» (1918) Иванов-Разумник характеризует политический, социальный и духовный раскол русского общества после революции. Хотя «великая русская революция» (Февральская революция) прошла бескровно, общество скатилось к гражданской войне. Причиной этому, по Иванову-Разумнику, был «вечный Хам» — мещанство, боящееся расстаться с ложными ценностями старого мира. С одной стороны — люди «Ветхого Завета», обитатели старого мира, с другой — «те, кто не боятся душу погубить, чтобы спасти её», люди «Нового Завета», чающие нового мира. Голосами «двух Россий» стали русские поэты. Голосом «старой России» выступил Алексей Ремизов, ранее близкий «скифам», но отошедший от революции, а голосами «новой России» народные поэты — Клюев и Есенин. Ремизов и вслед за ним другие новые противники, а раньше революции (Николай Бердяев, Сергей Булгаков, Дмитрий Мережковский и др.) не желают видеть, что самый важный из трёх китов (самодержавие, православие, народность), «народность», никуда не исчез. Иванов-Разумник пишет: «Нет царского самодержавия, нет церковного православия; осталась одна „народность“». Эту народность, национальность русской революции смогли увидеть крестьянские поэты Есенин и Клюев. Если, по мнению Ремизова, революция похоронила русский народ, для Есенина и Клюева — воскресила его, зажгла «Звезду Востока». Величие этих поэтов в том, что они понимают мессианский характер и мировое значение русской революции.
«Арийская» тема была воспринята некоторыми русскими писателями-модернистами, увлекавшимися оккультизмом, включая Александра Блока и Андрея Белого, согласно которым «истинной арийской культуре» грозила «туранская» или «жёлтая опасность», включавшая и еврейский компонент. В период Первой мировой войны для участников «скифского движения», куда входили известные писатели и поэты, «скифы» виделись творцами нового мира, способными примирить Восток и Запад. Россия представлялась особым «христианско-арийским», или «греко-славянским миром». В этом контексте, в связи с антинемецкими настроениями, Блок писал: «Последние арийцы — мы». Блок разделял идею связи славян со скифами, то есть «арийцами», что, по его мнению, обещало им великое будущее.
В 1918 году Блок написал ставшее известным стихотворение «Скифы»:
Мильоны — вас. Нас — тьмы, и тьмы, и тьмы.

Попробуйте, сразитесь с нами!

Да, скифы — мы! Да, азиаты — мы,

С раскосыми и жадными очами!
Стихотворение связано с провалом раунда советско-германских мирных переговоров в Брест-Литовске. В тексте отражено разочарование поэта в немцах и в западных союзниках России — в целом в европейской цивилизации.

## Альманах «Скифы»
В период Первой мировой войны, в 1916 году, у Иванова-Разумника появился замысел собрать антивоенный альманах «Скиф», который должен был объединить литераторов «народнической направленности» — авторов, близких к идеологии социалистов-революционеров, которой симпатизировал он сам. В числе редакторов первого сборника «Скифов» были известные эсеры Сергей Мстиславский и библиограф Сергей Постников, в 1917 году являвшийся выпускающим редактором газеты «Дело народа», центрального печатного органа партии эсеров. К группе вначале примыкал старый народник Александр Иванчин-Писарев. Усилиями Иванова-Разумника к «скифам» примкнули известные представители русской интеллигенции Серебряного века: поэты Андрей Белый (вместе с Ивановым-Разумником был редактором второго сборника «Скифы») и Александр Блок, «новокрестьянские» поэты Николай Клюев и Сергей Есенин, писатель Евгений Замятин, теоретики левого искусства Константин Эрберг (Сюннерберг) и Арсений Авраамов, писатели А. Терек (Ольга Форш) и Алексей Чапыгин, философ Евгений Лундберг, поэты Алексей Ганин и Пётр Орешин, художник Кузьма Петров-Водкин (оформил обложки сборников). Основной задачей первого сборника (задуман в 1916, издан в 1917) было осмысление Первой мировой войны. Второй сборник (1918) стал в большей мере осмыслением произошедшей в России революции.

## Ликвидация
Вскоре авторы сборника «Скифы», в том числе и Иванов-Разумник, сами пострадали от последствий революции. Придя к власти, вслед за кадетами, большевики разгромили также своих ближайших соратников — левых эсеров, к которым был близок Иванов-Разумник. Третий сборник «Скифов», открывать который должны были «Скифы» Блока и его поэма «Двенадцать», не был выпущен. Вскоре сам Блок умер после тяжелой болезни, не дождавшись разрешения на выезд за границу на лечение. После неудачного восстания левых эсеров были ликвидированы издательство «Революционный социализм», газета «Знамя труда» и «Знамя борьбы», журнала «Наш путь», где выходили публикации «скифов». С 1919 года Иванов-Разумник неоднократно арестовывался. Тональность статьи Иванова-Разумника «Испытание в грозе и буре» свидетельствует, что лейтмотивом третьего, не вышедшего сборника «Скифы» мог стать призыв к мировой революции.

## Влияние
Идеи «скифского» движения получили дальнейшее развитие в Вольной философской ассоциации (Вольфилы), созданной в 1919 году по инициативе Андрея Белого, Иванова-Разумника и других членов группы и просуществовавшей до 1924 года. 
Взгляды «скифов» стали существенным осмыслением интеллигенцией русской революции. В 1920-х — 1930-х годах возникло евразийское движение, продолжившее процесс «ориентализации» русской мысли.

## «Новые скифы»
В 2011 году в России возникло движение «Новые скифы», позиционирующее себя в качестве последователей «скифства» Александра Блока в литературном плане, и евразийства XX века — в политическом. Основателем и идейным вдохновителем современного «скифства» стал писатель, участник международного евразийского движения и директор «Центра Льва Гумилева» Павел Зарифуллин. Согласно Зарифуллину, скифы являются «большой объединительной идеей», поскольку, по его мнению, большинство народов бывшего Советского Союза считают, что происходят от скифов: одни народы – с точки зрения языка, другие — генетики, третьи – кочевого быта, четвертые – культурной преемственности. «Новые скифы», по словам Зарифуллина, «математически доказали фактически преемственность, правоту нашего известного историка Бориса Рыбакова о том, что славяне многое почерпнули от скифов», а скифская культура плавно переходила в славянскую. Зарифуллин рассматривает «скифов» как «народ-тотем»: «скифы» появляются в смутные для России времена и оберегают от опасности. Важными оказываеются их неуёмность, неистовость, умение идти вперед, даже когда враг превосходит их по численности. Таким образом русская цивилизация идёт в ногу со временем и сохранят свою индивидуальность. Зарифуллин предсказывает, что для сохранения русской цивилизации в будущем, будет появляться всё больше «скифов», потому что они могут ориентироваться в нынешнем ускоренном, пассионарном времени, — людей или, возможно, духов, которые приходят от предков, от «наших хранителей».
В 2018 году по инициативе «Новых скифов», к своему столетию был переиздан сборник «Скифы» (Литературно-политический сборник «Скифы», включивший также материалы, которые должны были послужить основой третьей, не изданной, части сборника). В предисловии переиздания опубликован манифест «Новых скифов» «Воля и красота», написанный Зарифуллиным. Включённый в предисловие манифест «Этнофутуризм Солнечного Царства» сочетает экологические («Мы пропагандируем энергию ветра и солнца», «вместо „газовой империи“ мы построим солнечное царство» и др.), политические («мы хотим возродить демократию наших народов во всех ее проявлениях: вече, ныхас, земский собор, советская власть») и геополитические требования (возродить союз «Скифских республик»).